# Херцберг (Марк)
Херцберг (нем. Herzberg) — община в Германии, в земле Бранденбург.
Входит в состав района Восточный Пригниц-Руппин. Подчиняется управлению Линдов (Марк). Население составляет 660 человек (на 31 декабря 2010 года). Занимает площадь 18,58 км².
| Год  | Население |
| ---- | --------- |
| 2005 | 703       |
| 2010 | 672       |

- Kirche
- Vorlaubenhaus „Dorfkrug“